# Ревівка (Кременчук)
Ре́вівка — місцевість Кременчука (назва від прізвища Рева/Ревенки, козаків знаних у Кременчуцькій сотні з 18 ст.). Розташована на заході міста.

## Розташування
Ревівка розташовується неподалік від інших місцевостей. На заході та на південному заході є межа міста.

## Опис
Ревівка — віддалений район міста. Переважна більшість будинків — приватні.
Транспорт який обслуговує мікрорайон:
Маршрутне таксі 1, 17